# Milena Matejkovičová
Milena Strnadová, nata Matejkovicová (23 maggio 1961), è un'ex mezzofondista e velocista ceca, fino al 1992 cecoslovacca.

## Palmarès

### Mondiali
- 1 medaglia:
  - 1 argento (Helsinki 1983 nella staffetta 4x400 m)

### Europei
- 1 medaglia:
  - 1 argento (Atene 1982 nella staffetta 4x400 m)

### Europei indoor
- 1 medaglia:
  - 1 oro (Göteborg 1984 negli 800 m piani)

### Grand Prix Final
- 1 medaglia:
  - 1 argento (Roma 1985 negli 800 m piani)